# Juan Bautista García
Juan Bautista García (Guanare, estado Portuguesa, Venezuela, 24 de junio de 1827-Caracas, 2 de marzo de 1889) fue un militar y político venezolano.

## Biografía
Entre 1858 y 1859 Bautista fue edecán de Ezequiel Zamora, y entre 1861 y 1862 acompaña al general federalista Prudencio Vásquez en las campañas de Barinas y Portuguesa.
En mayo de 1863, siendo subjefe de Estado Mayor general, es enviado a Zulia por Juan Crisóstomo Falcón. En junio de 1864 presidente provisional del estado Apure y entre diciembre de 1864 y noviembre de 1865 es confirmado en el cargo, pero dimite de su posición debido a un movimiento local en su contra. En 1865 ejerce como senador por el estado Apure y en diciembre de 1867 dirige la campaña contra el alzamiento de su amigo y antiguo condiscípulo el general Gonzalo Cárdenas, a quien embosca el 10 de enero de 1868 en la batalla de El Pao de San Juan Bautista, en la cual este es ultimado. Entre junio y agosto de 1868, durante la Revolución Azul, Bautista acompaña a Manuel Ezequiel Brazual en el asedio de Puerto Cabello, y al ser tomada la plaza por las tropas azules al mando de José Ruperto Monagas, huye a Curazao.
Al año siguiente, en agosto de 1869, se une con Antonio Guzmán Blanco y el 14 de febrero de 1870 lo acompaña en el desembarco de Curamichate, en el estado Falcón. El 22 de febrero Guzmán Blanco nombra a Bautista como secretario general y entre marzo y abril participa en las batallas de Lara y Yaracuy. En 1871 ejerce como ministro de guerra y marina, encargándose de la presidencia de Venezuela en dos oportunidades, en enero y en noviembre de 1871. En junio y en julio del mismo año dirige las campañas de Carabobo y de Cojedes como jefe de operaciones, respectivamente, contra los focos de resistencia de las fuerzas azules.
Para el 15 de mayo de 1872 es miembro del consejo de guerra seguido a Matías Salazar. En 1873 es incluido en la nómina de pensionados, pero no recibe el pago que tiene asignado y se distancia de Guzmán Blanco. En diciembre de 1874 es exiliado; en junio de 1877 regresa a Venezuela debido a la amnistía general decretada por el presidente Francisco Linares Alcántara, pero en febrero de 1879 se vuelve a expatriar voluntariamente después de la entrada a Caracas y el triunfo de la Revolución Reinvindicadora. Retirado de la vida pública, regresa al país en 1880 y es reintegrado en el goce de su pensión de 600 bolívares mensuales.